# Depredador X (cómic)
Depredador X es un personaje de cómic, en el principal universo compartido de Marvel Comics. El personaje es un adversario de los personajes mutantes de Marvel, incluidos los X-Men.

## Historia
Después de enterarse del plan de Emma Frost de expulsar a X-23 de la escuela,  Cessily Kincaid la lleva a Salem Center para tomar un café y calmar a Laura. Agentes de El Complejo entrenados por el programa Arma Plus (incluyendo a la maestra de X-23,  Kimura) van a por una de ellas. Laura, al creer que es ella, ruega a Cessily que huya, pero antes Kimura dispara a Mercurio una bala eléctrica, impidiéndole hacer cualquier cosa y confirmando que en realidad estaban allí por ella. Después de capturarla Kimura se va antes de que Laura pueda recuperarse de la explosión de una granada. En el laboratorio Cessily les pregunta quiénes son y lo que quieren, pero no obtiene respuesta. Cuando ella dice que sus amigos vendrán a por ella, Kimura le informa que " El Elefante", dijo lo mismo mientras le muestra una foto de su cadáver en una celda. Stryker antes de morir, había pedido un arma viviente para combatir la venida del  mutante Anticristo, algo predicho por Nimrod. Tres bestias enormes llamadas "Depredador X" fueron creadas y la piel metálica de Mercurio era necesaria para darles mayor resistencia y fuerza. Experimentos horripilantes arrancaron parcialmente el Biometal necesario de la chica, concediéndoles a las bestias sus poderes y dejándola con un dolor extremo. Dos de las bestias son asesinadas, una por los Centinelas * O * N * E *, el otro por X-23 y el tercero consigue escapar. Los experimentos dejaron a Mercurio traumatizada física y mentalmente.
Los Purificadores comenzaron a rastrear a Depredador X con la esperanza de utilizarlo como arma contra sus enemigos mutantes y lo que William Stryker había predicho como el "Anti-Cristo" en particular. Se le muestra matando y devorando a un mutante con apariencia de roedor. Horriblemente desfigurado por el ataque de Arena, Matthew Risman se fija en el entrenamiento del depredador para así buscar y matar a Sooraya utilizando los abayas y  nicabs que ella usa y que llevarán algo de calidad reconocible (posiblemente su olor). Mientras está siendo entrenado para buscar y matar a  Arena, el depredador detecta al mutante por el cual él fue creado originalmente para destruirlo, se dará vuelta y se dirigirá en su búsqueda mientras los Purificadores lo siguen.
Durante la historia de  Complejo de Mesías, Depredador X llegó a Cooperstown, Alaska en busca de la niña con el Gen X, haciendo una pausa para deleitarse con los cuerpos de  Machacador y  Prisma. La bestia continua su búsqueda, devorando un mutante con aliento de fuego y más tarde al mutante conocido como  Mirón.
A continuación, continuó su camino hacia la Mansión X. A su llegada, profanó las tumbas de mutantes muertos en el ataque contra el autobús por los Purificadores y comenzó a devorar sus órganos. Arena, Mercurio y  Alud se toparon con él cuando la primera iba a presentar sus respetos a los muertos.
Después de una breve pelea con Alud, se dirigió a la mansión y se encontró con  Trance,  Indra y  Cachorro. Tensión intervino para protegerlos e indicó a los estudiantes que fueran a la enfermería. En búsqueda de mutantes heridos, el depredador consiguió esquivar a  Noriko y atacar la enfermería, aunque  Gentil y  Armadura intentaron detenerlo.  Hada recordará que X-23 mató a uno de los depredadores X y teletransportará a los Nuevos X-Men, Bestia y los mutantes heridos a la Isla Muir. A su llegada Depredador X matará y se comerá a  Vértigo e inmediatamente tratará de atacar a Cable, el bebé y Bishop. Bishop atacó a la criatura cuando se interpuso entre él y el bebé arrancándole y tragándose su brazo derecho. Llegará la X-Force y en la batalla que siguió, Lobezno destrozará a la bestia dejando que se lo tragara y rasgándole al salir del estómago.
Sin embargo, otro Depredador X aparecerá en las páginas de Cuentos Asombrosos bajo el mando de Viper, por lo que aún está por ver cuántas criaturas existen.
Tras los acontecimientos de  Utopía, Cazador de Cabelleras fue secuestrado por un grupo de superhumanos no mutantes. Proclaman querer salvar a toda la raza mutante, pero le obligan a volar en un avión con 5 de las criaturas hacia Utopía. Rondador Nocturno es enviado a investigar las intenciones de Cazador cuando se acerque a la isla. Al teletransportarse al avión, volverá a tierra firme gritando a Cíclope para que disparara al avión antes de que pudiera aterrizar. Cíclope logra disparar al avión. Sin embargo, cuatro depredadores lograrán llegar a la isla. Los X-Men, Namor y  Magneto se unen para derrotarlos y matarlos. Iceman también aparece quemando los cuerpos de las criaturas muertas. Un sexto ha sido visto rondando por las alcantarillas de Nueva York ya que ataca a una chica mutante no identificada. Lobezno, Psylocke y  Coloso van hacia allí para cazarlo, pero descubren que Fantomex ya lo ha matado.

## Poderes y habilidades
Creado por los científicos del Complejo y habiendo absorbido parte de la piel bio-metálica de Mercurio, Depredador X es altamente resistente al daño físico, siendo capaz de utilizar los materiales del entorno para ayudar a reconstruirse. La bestia también posee fuerza y resistencia sobrehumanas, así como la capacidad de rastrear a los mutantes solo por su firma genética. Es esencialmente incansable, capaz de rastrear y perseguir presas sin pausa durante grandes distancias y períodos de tiempo cansando al objetivo antes de matarlo. Una nueva capacidad se vio en Complejo de Mesías, donde aparece lanzando una saliva ácida y tóxica sobre Hepzibah. La criatura ha sido vista corriendo a velocidades de 100 kilómetros por hora (62 mph) durante diecinueve horas sin disminuir la velocidad. Esto, combinado con su capacidad de regeneración, significa que la criatura puede cazar incluso un mutante decidido y poderoso y salir victorioso. Parece ser vulnerable a explosiones de energía, como las otras dos criaturas que fueron rápidamente eliminadas por las armas de energía de un Centinela O.N.E. o por la telequinesis de Infernal. Las entrañas del depredador no son tan invulnerables como su piel; Lobezno mató a uno rasgándolo desde adentro hacia afuera.

## Víctimas del Depredador X
Hasta ahora el Depredador X principal, así como los posteriores, es el responsable de las muertes de algunos mutantes al igual que los demás. Estos mutantes son en orden:
- Mammomax.[11]
- Devoró los cuerpos de Prisma y Machacador.[12]
- Un mutante con apariencia de roedor no identificado.[10]
- Un mutante sin nombre que escupe fuego.[13]
- Mirón.[14]
- Comió muchos de los cuerpos no identificados de los estudiantes muertos en el ataque al autobús por los Purificadores.[13]
- Vértigo.[15]
- Una niña mutante sin nombre que vive en la red del metro de Nueva York.[7]

## Otros medios

### Televisión
Depredador X aparece en la serie de anime de  Toei Marvel Disk Wars: The Avengers.

### Videojuegos
Múltiples drones de Depredador X aparecen en el videojuego  Marvel Heroes. Trabajan junto a Los Purificadores.